# Vándorfütyülőlúd
A vándorfütyülőlúd (Dendrocygna arcuata) a lúdalakúak (Anseriformes) rendjébe, ezen belül a récefélék (Anatidae) családjába és a fütyülőludak (Dendrocygninae) alcsaládjába tartozó faj.

## Előfordulása
Ausztráliában, Indonéziában, Pápua Új-Guineán és a Fülöp-szigeteken honos, mocsarak és lagúnák lakója.

## Alfajai
- Dendrocygna arcuata arcuata
- Dendrocygna arcuata australis
- Dendrocygna arcuata pygmaea

## Megjelenése
Testhossza 54-60 centiméter, testtömege 750 gramm.  Hasán lévő tollazata vöröses–barna, arca, nyakaeleje és mellkasa sápadt színű. Fejetetején, tarkóján és nyakának hátsó részén található egy sötét csík. Csőre és lába fekete. Hosszúkás szárnytollai fehérek és gesztenyebarna szélüek.
Hangja a többi fütyülőlúdhoz hasonlóan jellegzetes, három hangból álló dallamos fütty.

## Életmódja
Vízben úszva és búvárkodva keresi táplálékát. Tápláléka szinte teljes mértékben vízi növényekből és magvakból áll, de eszik még rovarokat és más kisebb vízi állatokat is.
|  |  |

## Szaporodása
Párzási időszaka  januártól áprilisig tart, az esős időszakra esik. Ez a faj egy életre válasz párt magának. Fészkét talajba vájja, amit magas fű, vagy bozót takar. Fészekalja általában 7–8 tojásból áll, maximum 15. A költési idő 30 nap.

## Természetvédelmi helyzete
Gyakran látható gabona ültetvényeken. A jövőben élőhelyét fenyegetni fogja a mezőgazdaság és a városiasodás.